# 劉弼 (弘治壬戌進士)
劉弼（1476年—？），字邦直，南京錦衣衛官籍，陝西華陰縣人，明朝政治人物。

## 生平
弘治十四年（1501年）辛酉科應天府鄉試第七十七名舉人。弘治十五年（1502年）中式壬戌科會試第一百三十二名，三甲第十九名進士。初授浙江台州府太平县知县。歷官山東青州府、江西袁州府知府。

## 家族
曾祖劉移柱，百戶；祖父劉政；父劉祥，母梅氏。具庆下。兄劉勇（百户）、劉輔。